# 新妻イト
新妻 イト（にいづま イト、1890年8月5日 – 1963年7月15日）は日本の女性政治家、日本社会党衆議院議員（1期）、労働省少年婦人課長。旧姓、鈴木。名前は新妻伊都子とも。

## 来歴
神奈川県横浜市出身。1911年横浜英語商業学校卒。卒業後はアメリカに渡り、サンフランシスコのビジネスカレッジで学ぶ。現地でジャーナリストの新妻莞と結婚し、帰国後、鈴木茂三郎らの政治研究会に入り、社会運動に加わる。婦選獲得同盟兵庫県支部で活動した時期もあった。
1926年（大正15年）6月、廃娼運動推進の国民委員会が発足すると同会の委員に指名される。第二次世界大戦中は北海道に疎開し、札幌で日用品活用協会の事務を行った。
戦後の1946年（昭和21年）の第22回衆議院議員総選挙に北海道第1区(大選挙区制)から日本社会党公認で立候補して第3位で初当選、日本初の女性代議士の1人となる。翌年の第23回衆議院議員総選挙では北海道1区から立候補したが落選した。落選後は初代労働省少年婦人課長に就任、ほか婦人緑十字社理事長なども務めた。1963年舌癌で死去した。